# Pendulo Studios
A Pendulo Studios videójáték-fejlesztő céget 1994-ben alapították Madridban. Az ismertséget a Runaway: A Road Adventure című 2001-es kalandjáték hozta meg számukra.

## Játékok
| Megjelenés | Cím                                       | Platform(ok)                                   |
| ---------- | ----------------------------------------- | ---------------------------------------------- |
| 1994       | Igor: Target Uikokahonia                  | MS-DOS                                         |
| 1997       | Hollywood Monsters                        | Windows                                        |
| 2001       | Runaway: A Road Adventure                 | Windows                                        |
| 2006       | Runaway 2: The Dream of the Turtle        | Windows, Nintendo DS, Nintendo Wii             |
| 2009       | Runaway 3: A Twist of Fate                | Windows, Nintendo DS                           |
| 2011       | The Next Big Thing (Hollywood Monsters 2) | Windows, OS X, iOS                             |
| 2012       | Yesterday (New York Crimes)               | Windows, OS X, iOS, Android                    |
| 2012       | Hidden Runaway                            | iOS                                            |
| 2016       | Yesterday: Origins                        | Windows, OS X, PlayStation 4, Xbox One         |
| 2019       | Blacksad: Under the Skin                  | Windows, OS X, PlayStation 4, Xbox One, Switch |